# Denis Coiffet
Denis Coiffet, né le 22 janvier 1952 à Lyon et mort le 3 juillet 2015 au Chesnay, est un prêtre catholique français. Issu du traditionalisme, il est l'un des principaux cofondateurs de la Fraternité sacerdotale Saint-Pierre et du pèlerinage de Chrétienté, dont il est l'aumônier général de 2011 à sa mort.

## Biographie
Il passe son enfance à Lyon, où il fait partie du mouvement des Scouts d'Europe, au sein desquels il fait sa promesse en janvier 1969.
Il devient alors chef-scout chez les Scouts Saint-Louis jusqu'en 1977, et en devient parallèlement le premier assistant en 1972.
Ordonné prêtre par Marcel Lefebvre en 1977, au sein de la Fraternité sacerdotale Saint-Pie-X, il est nommé responsable de la paroisse Saint-Martin-de-Bréthencourt, dans les Yvelines.
Mais, en juillet 1988, Lefebvre est excommunié après avoir consacré quatre évêques sans l'aval du pape. L’abbé Coiffet fait alors partie des douze prêtres de la FSSPX refusant de suivre leur fondateur dans une démarche qu'ils estiment schismatique. Ils fondent ainsi, à la demande du Saint-Siège, la Fraternité Saint-Pierre dont il devient, dès septembre 1988, le premier supérieur du district de France, tout en poursuivant son ministère à Saint-Martin-de-Bréthencourt, puis à Notre-Dame-des-Armées de Versailles. Après une seconde période comme supérieur du district de France entre 1998 et 2000, il est nommé chapelain à Nantes, puis aumônier de l'Institut l'Espérance à Sainte-Cécile en Vendée . En 2008, il est nommé à Talence, dans le diocèse de Bordeaux, avant d'être nommé à Saint-Bruno (Bordeaux) à partir de 2011. Pour se soigner, il est ensuite nommé par ses supérieurs à Morlaix en septembre 2014.
Cofondateur du pèlerinage de Chartres en 1983, il est nommé, en 2011, aumônier général de l'association Notre-Dame de Chrétienté, organisatrice dudit pèlerinage. Grand admirateur de saint Jean Bosco, il est particulièrement proche de la jeunesse, des scouts et des enfants pour lesquels il crée, avec quelques laïcs, le chapitre enfants : celui-ci lui permet de faire passer le nombre de petits pèlerins de quelques dizaines à plus d’un millier.
Lors du second tour des élections présidentielles de 2012, il crée la polémique en appelant à ne pas voter pour le candidat François Hollande.
Il meurt le 3 juillet 2015 au Chesnay d’une leucémie, après un an de souffrance. Ses obsèques sont célébrées le 7 juillet suivant par l'abbé Josef Bisig, en la cathédrale Saint-Louis de Versailles. Il est ensuite inhumé au cimetière de Leigneux.